# 克尼克河 (阿拉斯加州)
克尼克河（英語：Knik River）是位於美國阿拉斯加州馬塔努斯卡-蘇西特納自治市鎮的一個非建制地區和人口普查指定地區。根據2010年美國人口普查，該地人口為744人，而該地的面積約為241.30平方千米。

## 地理
克尼克河的座標為61°30′28″N 149°00′13″W / 61.50778°N 149.00361°W，而該地的平均海拔高度為2米（即7英尺）。